# Not Such An Innocent Girl
«Not Such An Innocent Girl» es el segundo sencillo en la carrera en solitario de la cantante de pop inglesa Victoria Beckham. Además, es el primero de su álbum de debut Victoria Beckham.
El sencillo fue publicado el 17 de septiembre de 2001, y vendió menos de 70 000 copias. Estuvo en el puesto nº163 en las listas de los sencillos más vendidos del Reino Unido en el 2001, posición muy baja con respecto a su sencillo de debut "Out Of Your Mind". El sencillo coincidió con la publicación del gran éxito de la cantante australiana Kylie Minogue "Can't Get You Out Of My Head", que entró en el n.º 1 en el Reino Unido. En cambio, el sencillo de Victoria Beckham tuvo que conformarse con el puesto n.º 6 en las listas del Reino Unido.

## Canciones
- CD 1

1. «Not Such An Innocent Girl» - 3:16
2. «In Your Dreams» - 3:50
3. «Not Such An Innocent Girl» [Sunship Mix] - 5:15

- UK DVD

1. Behind The Scenes Footage Of Victoria [Video] - 0:30
2. «Not Such An Innocent Girl» [Video] - 3:37
3. Behind The Scenes Footage Of Victoria [Video] - 0:30
4. «Not Such An Innocent Girl» [Robbie Rivera's Main Mix] - 6:56
5. Behind The Scenes Footage Of Victoria [Video] - 0:30
6. «Not Such An Innocent Girl» [Sunship Dub] - 5:15
7. Behind The Scenes Footage Of Victoria [Video] - 0:30

## Trayectoria en las listas
| Lista       | Posición[cita requerida] | Ventas |
| ----------- | ------------------------ | ------ |
| Reino Unido | 6                        | 75 000 |
| Australia   | 36                       | 40 000 |
| España      | 15                       | 27 500 |

- Datos: Q376844